# Zeta Cancri
Zeta Cancri (ζ Cnc / ζ Cancri), conosciuta anche con i nomi tradizionali di Tegmen, Tegmine o Tegmeni, è un sistema stellare della costellazione del Cancro. Dista approssimativamente 83 anni luce dalla Terra e ha magnitudine apparente 4,67. Trovandosi vicino all'eclittica, può essere occultata dalla Luna e, molto più raramente, da uno dei pianeti.
Il sistema ζ Cancri è composto di due coppie binarie, ζ¹ Cancri, ufficialmente denominata Tegmine nel 2016, e ζ² Cancri, separate da 7,70 secondi d'arco. Queste due coppie orbitano intorno al loro comune centro di massa con un periodo di 1115 anni.
ζ Cancri può essere risolta come stella doppia con un piccolo telescopio. Fu osservata come stella doppia per la prima volta nel 1756 da Tobias Mayer. Nel 1781 William Herschel risolse le due componenti di ζ¹ Cancri. Fu solo nel 1831 che John Herschel osservò perturbazioni nell'orbita di ζ² Cancri attorno a ζ¹ Cancri. Ciò indusse Otto Wilhelm von Struve, nel 1871, a postulare una quarta componente, allora ancora invisibile, orbitante vicino alla componente visibile di ζ² Cancri. Osservazioni recenti hanno risolto questa quarta componente e hanno indicato la probabile esistenza di una o due ulteriori componenti del sistema stellare.
Le componenti di ζ¹ Cancri sono denominate ζ Cancri A e ζ Cancri B. Entrambe sono stelle di colore giallo-bianco e classificazione spettrale F nella sequenza principale, di magnitudine apparente +5,58 e +5,99 rispettivamente. Le due stelle sono separate (al 2005) da 0.8 secondi di arco ed è necessario un potente telescopio per risolverle, ma la loro separazione aumenterà fino al 2020. Completano un'orbita ogni 59,3 anni.
Le componenti di ζ² Cancri sono denominate ζ Cancri C e ζ Cancri D.  ζ Cancri C è la più luminosa delle due, con magnitudine apparente di +6.12. Appare come una stella gialla (classificazione di tipo G0V). ζ Cancri D è di magnitudine 10 e appare come una nana rossa, ma potrebbe essere costituita da una coppia ravvicinata di due nane rosse. La separazione fra C and D è di circa 0,3 secondi di arco e il loro periodo orbitale è di 17 anni.